# Ames (Galiza)

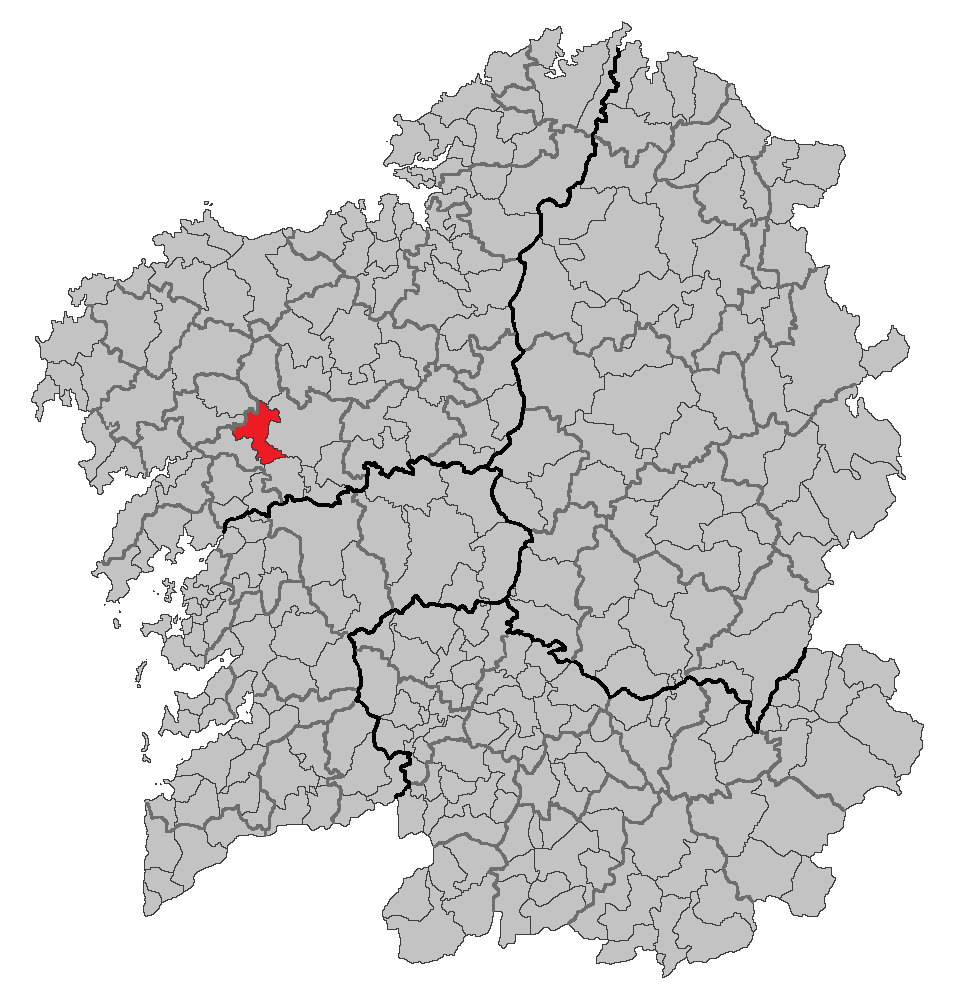
Localização de Ames (Galiza)

Ames é um município da Espanha na província 
da Corunha, 
comunidade autónoma da Galiza, de área 80,91 km² com 
população de 24 553 habitantes (2007) e densidade populacional de 303,46 hab./km².

## Demografia
| Variação demográfica do município entre 1991 e 2004 | Variação demográfica do município entre 1991 e 2004 | Variação demográfica do município entre 1991 e 2004 | Variação demográfica do município entre 1991 e 2004 |
| --------------------------------------------------- | --------------------------------------------------- | --------------------------------------------------- | --------------------------------------------------- |
| 1991                                                | 1996                                                | 2001                                                | 2004                                                |
| 10 011                                              | 13 288                                              | 18 782                                              | 20 840                                              |

## Galeria de imagens

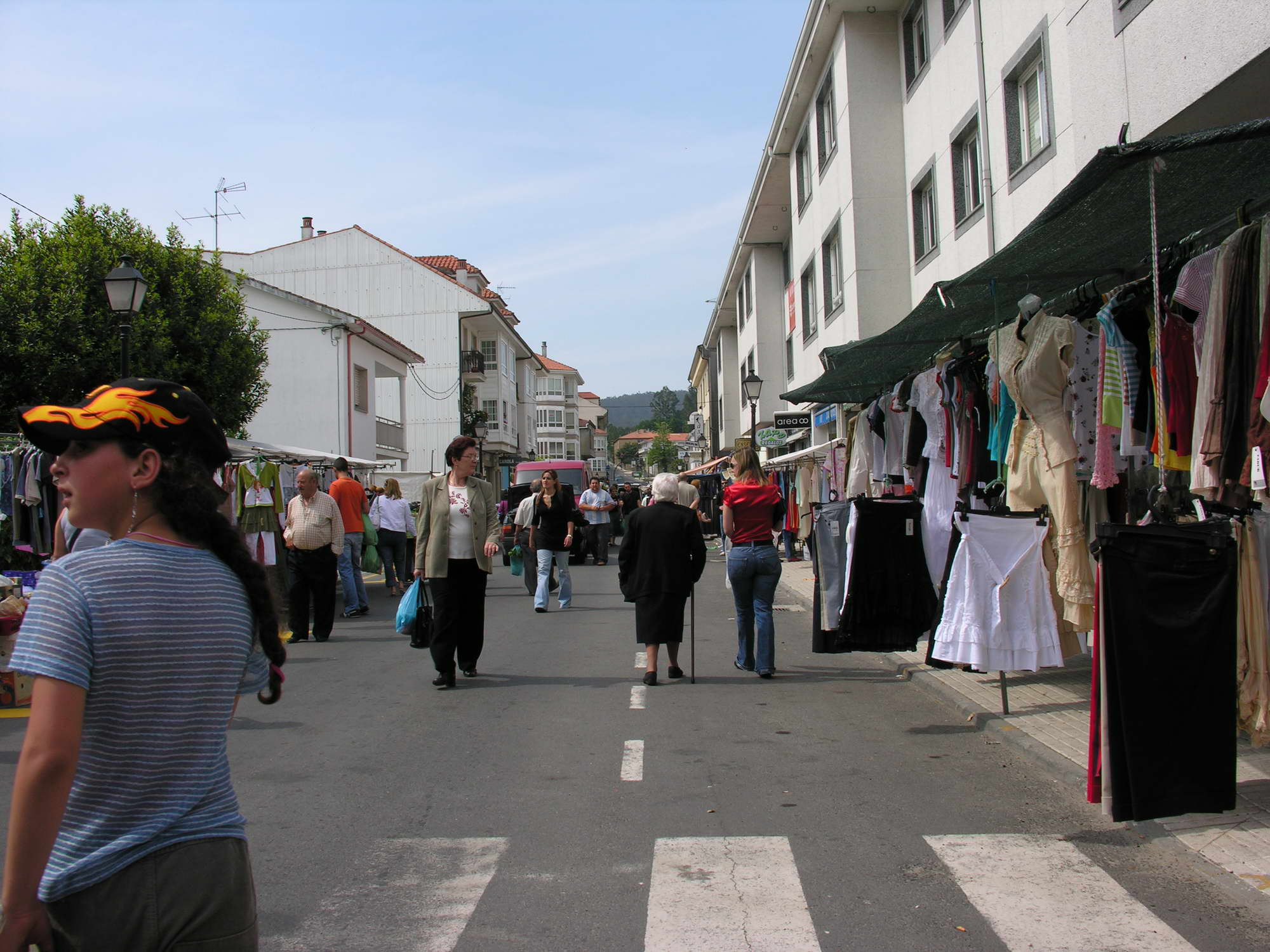
Bertamiráns, Ames
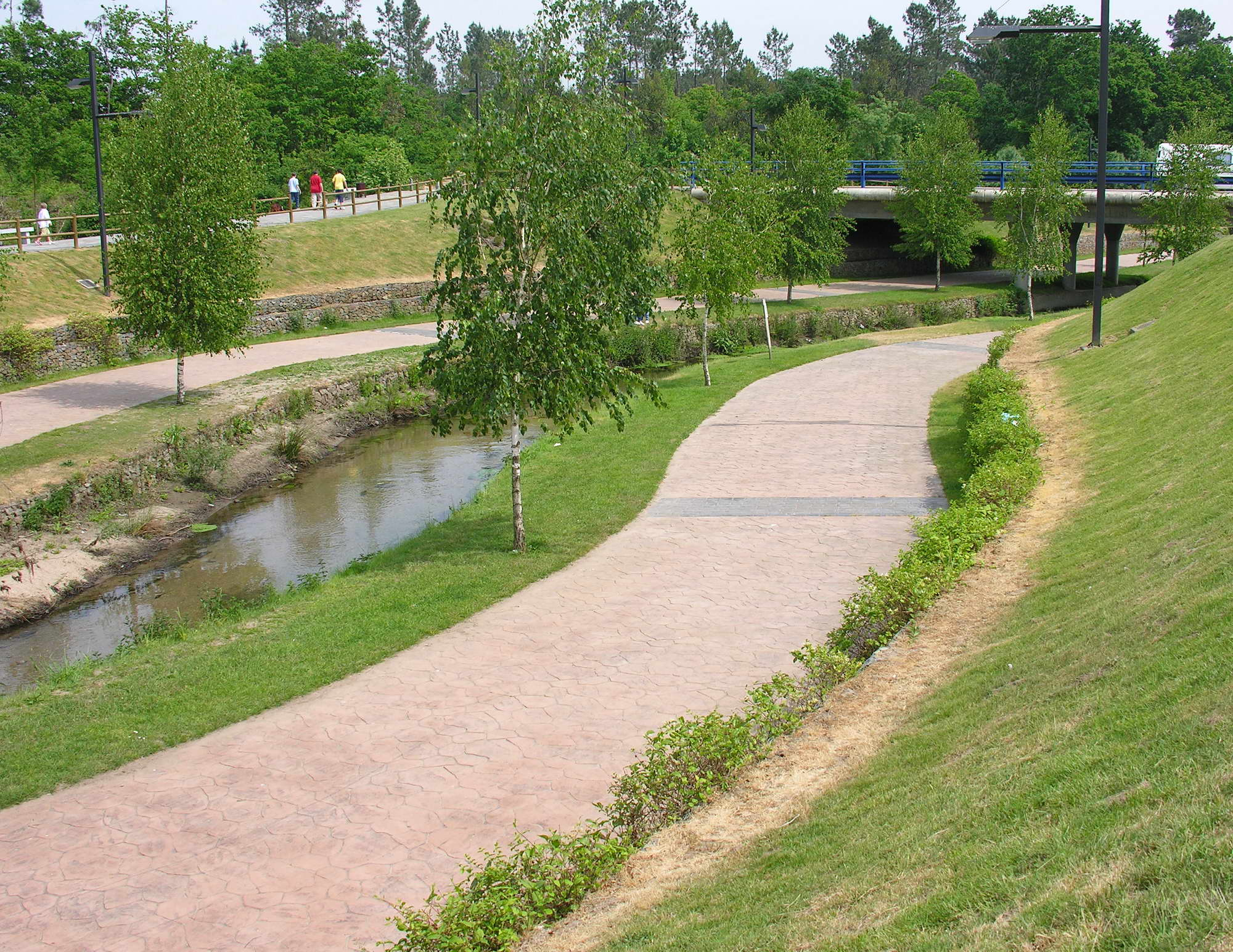
Bertamiráns, Ames
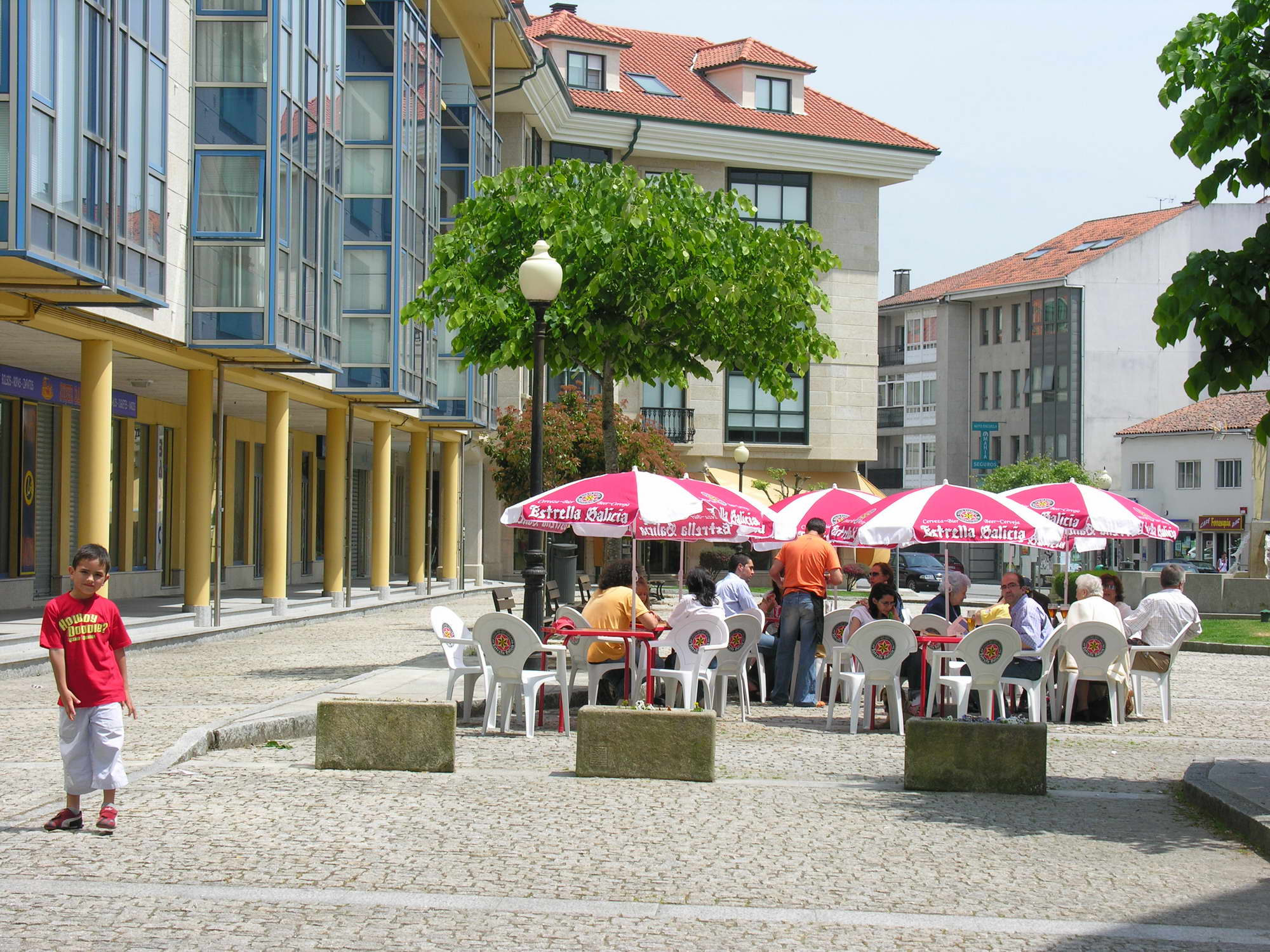
Bertamiráns, Ames